# 四ヨウ化二リン
四ヨウ化二リン(Diphosphorus tetraiodide)は、橙色の結晶固体で、化学式はP2I4である。有機化学反応では、還元剤として用いられる。リンの酸化状態が+2である珍しい化合物であり、リンのサブハライドに分類することができる。四ハロゲン化二リンとしては最も安定した物質である。

## 合成と構造
四ヨウ化二リンは、乾燥エーテル中で三ヨウ化リンの不均化により容易に生成する。
2 PI
3  →  P
2I
4 + I
2
また、無水環境下で三塩化リンとヨウ化カリウムを処理することでも生成する。
他の合成経路としては、二酸化炭素溶液中で、ヨウ化ホスホニウムとヨウ素を反応させる方法がある。この経路の利点は、生成した化合物に不純物が含まれないことである。
2PH
4I + 5I
2  →  P
2I
4 + 8HI
この化合物は、P-P結合距離が2.230 Åの中心対称構造を持つ。

## 反応

### 無機化学
四ヨウ化二リンは臭素と反応し、混合物PI3−xBrxを形成する。硫黄存在下では、P-P結合を維持したまま、P2S2I4に酸化する。また、リン元素及び水と反応して、ヨウ化ホスホニウムを生成し、80℃で昇華させて集める。

### 有機化学
有機合成においては、主に脱酸素剤として用いられる。アセタールやケタールの保護基を除いてアルデヒドやケトンにしたり、エポキシドをアルケン、アルドキシムをニトリルに変換するのに用いられる。また、2-アミノアルコールをアジリジンに環化し、α,β-不飽和カルボン酸をα,β-不飽和臭化物に変換することもできる。
1855年のBertholetによる研究で予測されたように、四ヨウ化二リンはグリコールをtrans型のアルケンに変換する。この反応は、この反応をポリイン発色団の合成に応用した化学者の名前に因んで、Kuhn–Winterstein反応として知られている。